# Акация длиннолистная
Акация длиннолистная (лат. Acacia longifolia) — вид растений из рода Акация (Acacia) семейства Бобовые (Fabaceae).

## Ботаническое описание
Акация длиннолистная — это дерево, которое растёт очень быстро и достигает 7—10 метров в высоту в течение пяти-шести лет.

## Распространение
Акация длиннолистная встречается на юго-востоке Австралии, на крайнем юго-востоке штата Квинсленд, востоке штата Новый Южный Уэльс, востоке и юге штата Виктория, и в юго-восточной части Южной Австралии.

## Фитохимия
- N-(2-имидазол-4-ил-этил)-транс-амид коричной кислоты[2]
- N-(2-имидазол-4-ил-этил)-дека-транс-2, цис-4-диенамид[2]

## Использование
Акация длиннолистная широко культивируется в субтропических регионах мира. Растение используется для предотвращения эрозии почвы, а также в качестве продуктов питания (цветки и стручки с семенами). Из цветков растения получают жёлтый краситель, а из стручков зелёный краситель. Акация длиннолистная также используется для получения древесины.